# Sistema di numerazione persiano

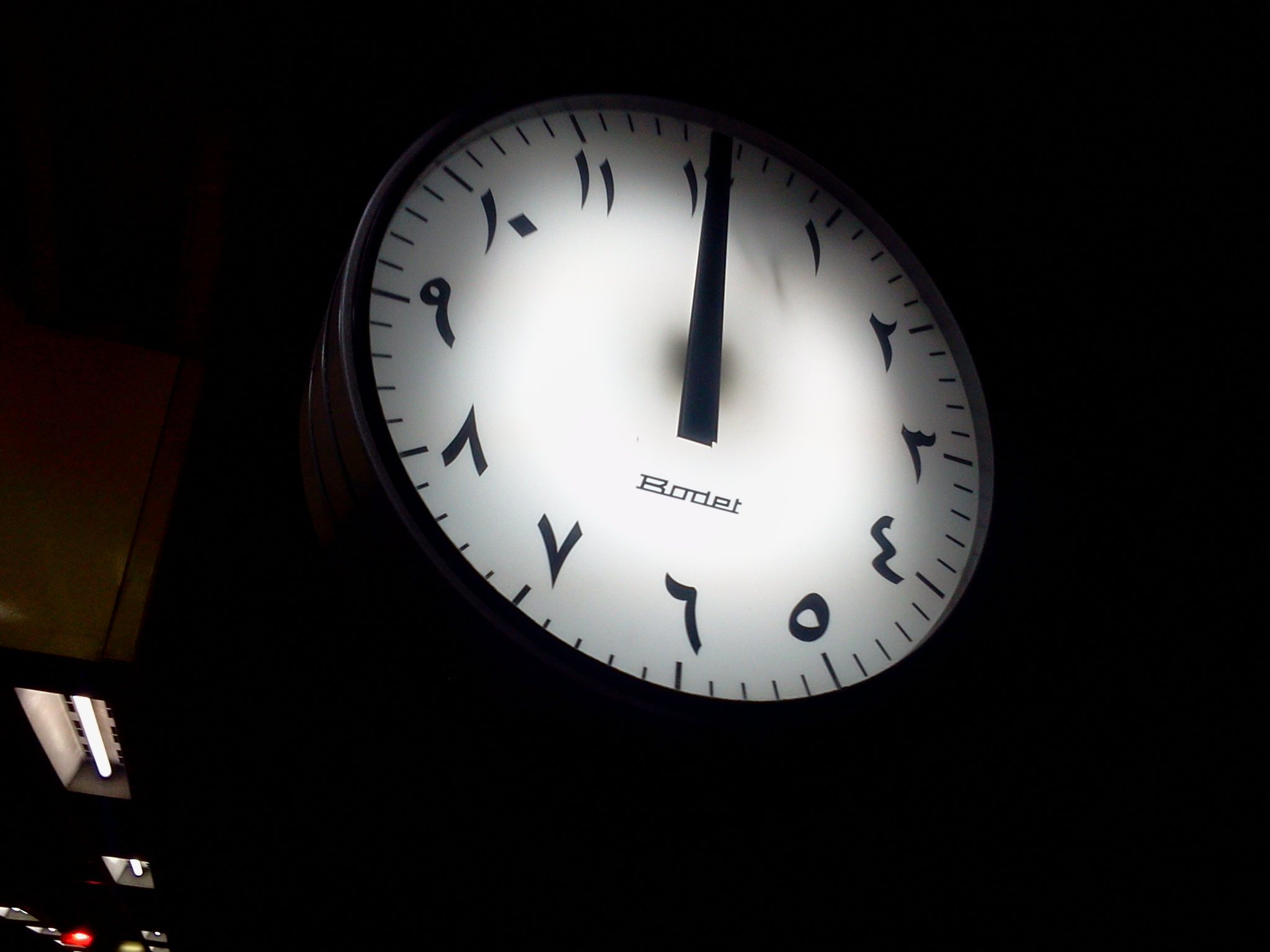
Numeri arabi orientali su un orologio della metropolitana del Cairo

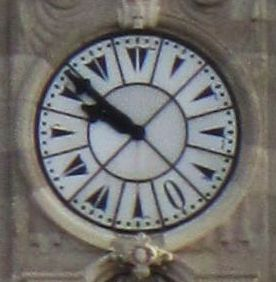
Gli orologi nell'Impero ottomano tendevano a usare numeri arabi orientali

Il sistema di numerazione persiano è una notazione matematica che utilizza i cosiddetti numeri arabi orientali (chiamati anche numeri indo-arabi e numeri indo-persiani) come simboli per rappresentare il sistema numerico indo-arabo, in combinazione con l'alfabeto arabo nei Paesi del Mashrek (l'oriente del mondo arabo), la penisola arabica e la sua variante in altri Paesi che usano la scrittura perso-araba nell'altopiano iraniano e in Asia.

## Origine
Il sistema numerico ha origine da un antico sistema numerico indiano, che è stato reintrodotto nel libro Sul calcolo con numeri indù scritto dal matematico e ingegnere iraniano di epoca medievale Khwarazmi, il cui nome era stato latinizzato come Algoritmi.

## Altri nomi
Questi numeri sono conosciuti come أرقام هندية‎  (ʾArqām hindiyya, "numeri indiani") in arabo. A volte sono anche chiamati "numeri indici" in inglese. Tuttavia, ciò è scoraggiato in quanto può portare alla confusione con i numeri indiani, utilizzati negli script brahmici dell'India.

## Numerali
Ogni numero nella variante persiana ha un diverso punto Unicode anche se sembra identico alla controparte numerica dell'arabo orientale. Tuttavia, le varianti utilizzate in Urdu, Sindhi e altre lingue dell'Asia meridionale non sono codificate separatamente dalle varianti persiane. 
| Arabo occidentale | 0 | 1 | 2 | 3 | 4 | 5 | 6 | 7 | 8 | 9 |
| Arabo orientale   | ٠‎ | ١‎ | ٢‎ | ٣‎ | ٤‎ | ٥‎ | ٦‎ | ٧‎ | ٨‎ | ٩‎ |
| Perso-Arabo       | ۰‎ | ۱‎ | ۲‎ | ۳‎ | ۴‎ | ۵‎ | ۶‎ | ۷‎ | ۸‎ | ۹‎ |
| Urdu              | ۰ | ۱ | ۲ | ۳ | ۴ | ۵ | ۶ | ۷ | ۸ | ۹ |

## Applicazione
I numeri scritti sono disposti con la cifra del valore più basso a destra, con le posizioni di valore più alto aggiunte a sinistra. Ciò è identico alla disposizione usata dai testi occidentali usando numeri arabi occidentali, anche se la scrittura araba viene letta da destra a sinistra. Non vi sono conflitti a meno che non sia necessario un layout numerico, come nel caso dei problemi aritmetici (come nella semplice addizione o moltiplicazione) e degli elenchi di numeri, che tendono ad essere giustificati in corrispondenza del punto decimale o della virgola.

## Uso contemporaneo

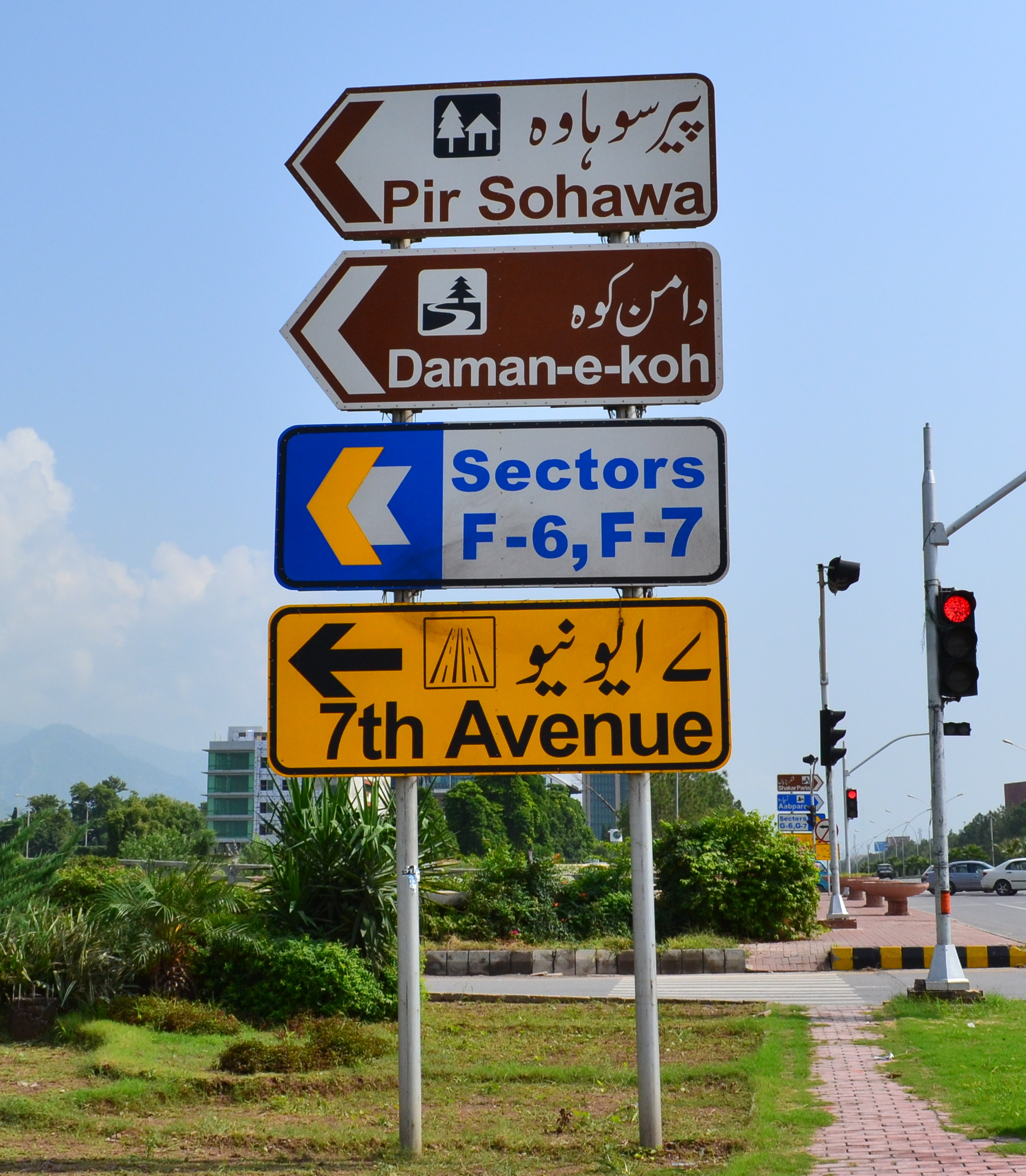
Un segnale stradale bilingue pakistano che mostra l'uso sia dei numeri arabi orientali che arabi occidentali. La propensione verso i numeri arabi occidentali è evidente.

I numeri arabi orientali rimangono fortemente predominanti rispetto ai numeri arabi occidentali in molti paesi ad est del mondo arabo, in particolare in Iran e Afghanistan.
Nell'Asia di lingua araba, nonché in Egitto e in Sudan, entrambi i tipi di numeri sono usati uno accanto all'altro con numeri arabi occidentali che guadagnano sempre maggiore diffusione, ora anche in paesi molto tradizionali come l'Arabia Saudita. Gli Emirati Arabi Uniti usano sia numeri arabi orientali che occidentali.
In Pakistan, i numeri arabi occidentali sono utilizzati più diffusamente. I numeri orientali continuano ancora a essere utilizzati nelle pubblicazioni e nei giornali urdu, nonché nei cartelli.
Nel Nord Africa (esclusi Egitto e Sudan), ora vengono comunemente usati solo numeri arabi occidentali. In epoca medievale, queste aree utilizzavano un set di numerali leggermente diverso (da cui derivano, attraverso l'Italia, i numeri arabi occidentali).